# Małachowscy (gałąź niemiecka)

Herb Gryf

Gałąź niemiecka Małachowskich herbu Gryf (niem. von Malachowski und Griffa) – zgermanizowana gałąź polskiego rodu Małachowskich herbu Gryf.

## Geneza
Dwaj bracia, Hiacynt i Paweł Józef Małachowscy, synowie Michała Antoniego i Teresy Tulczyńskiej, z wielkopolskiej linii Małachowskich, rozpoczęli na początku XVIII wieku służbę w wojsku saskim, a następnie pruskim i zapoczątkowali gałąź pruską Gryfitów Małachowskich. Ta gałąź Małachowskich używała nazwisko w brzmieniu: von Malachowski, Malachow von Malachowski lub von Malachowski und Griffa. Wydała ona w ciągu blisko trzech stuleci wielu wyższych oficerów, w tym czterech generałów, którzy odegrali znaczącą rolę w armii pruskiej, a następnie niemieckiej.

## Przedstawiciele rodu
- Ferdinand Leopold Anton von Malachowski u. Griffa (1821-1874) – podpułkownik wojsk pruskich

- Friedrich Wilhelm Ludwig Ernst von Malachowski u. Griffa (ur. 1825) – podporucznik w 38 pułku piechoty wojsk pruskich, od 1853 r. do 1866 r. oficer armii amerykańskiej pod nazwiskiem Frederick William Louis Malachowski Griffa

- Friedrich Sylvius Ferdinand von Malachowski u. Griffa (1810-1893) – pułkownik wojsk pruskich, komendant Korpusu Kadetów w Bensbergu

- Friedrich Wilhelm Alexander von Malachowski u. Griffa (1817-1846) – podporucznik 38 pułku piechoty wojsk pruskich

- Friedrich Wilhelm Paul von Malachowski u. Griffa (1819-1864) – kapitan 38 pułku piechoty wojsk pruskich

- Hyazinth Malachow von Malachowski (1712-1745) – pułkownik wojsk pruskich w wojnie siedmioletniej, dowódca 3 pułku huzarów

- Johannes Paul von Malachowski (1861-1951) – generał wojsk niemieckich, dowódca 1 Dywizji Rezerwy Piechoty  w okresie od stycznia 1917 r. do kwietnia 1917 r., dowódca 223 Dywizji Piechoty w okresie od września 1918 r. do końca wojny

- Karl Friedrich Adolph von Malachowski und Griffa (1783-1844) – generał porucznik i generał major, adiutant króla Prus, komendant fortecy Glatz, odznaczony dwukrotnie Krzyżem Żelaznym

- Karl Heinrich Johann von Malachowski u. Griffa (ur. 1814) – kapitan wojsk pruskich

- Paul Joseph Malachow von Malachowski (1713-1775) – generał porucznik wojsk pruskich, dowódca  7 pułku huzarów, komendant Bromberga, uczestnik wojny siedmioletniej

- Wilhelm von Malachowski u. Griffa (1815-1872) – pruski generał dywizji, dowódca 21 Brygady Piechoty

- Wilhelm Hans Joachim von Malachowski (1914-1980) – major Wehrmachtu w czasie II Wojny Światowej, kawaler Krzyża Żelaznego z Liśćmi Dębu